# Rudolf Meidner
Rudolf Alfred Meidner, né le 23 juin 1914 à Breslau (actuelle Wrocław) et mort le 9 décembre 2005 à Lidingö en Suède, est un économiste suédois connu essentiellement pour son projet de fonds salariaux collectifs dans les années 1970, l'objectif étant de lentement socialiser le secteur privé.

## Biographie

### Vie en Allemagne
Rudolf Meidner est le fils d'Alfred Meidner et d'Elise Bandmann, une famille juive de l'empire allemand, dans une région devenue polonaise par la suite.
Il étudie d'abord le droit à Berlin et s'engage au parti social-démocrate d'Allemagne, où il fréquente Karl Kautsky et August Bebel. Il est convaincu de l'importance du plein emploi en économie politique, y attribuant en grande partie la montée du fascisme en Allemagne. Il écrit également que la concentration du pouvoir économique est en opposition avec une société démocratique.

### Arrivée en Suède et début de carrière d'économiste
Il fuit le Troisième Reich et part en Suède. En 1937 il se marie à Ella Jörgenssen. Il devint citoyen de Suède en 1943[réf. nécessaire].
Il reçoit son doctorat d'économie auprès de Gunnar Myrdal en 1954 grâce à sa thèse Le Marché du travail suédois et le plein emploi[réf. nécessaire]. Il est embauché comme économiste par la Confédération des syndicats suédois, dont il dirige plus tard le département de recherche. Si à la sortie de la Seconde Guerre mondiale il soutient un programme radical, il rejoint rapidement une ligne social-démocrate.

### Modèle Rehn-Meidner
Il travaille d'abord à la stabilisation d'un modèle suédois conjugant économie de marché et état-providence, conjugant plein emploi et prix stables. Meidner et Gösta Rehn fondent le modèle Rehn-Meidner, un ensemble de propositions tendant vers cet objectif. Leur politique tend le plein emploi tout en limitant la demande pour éviter l'inflationnismme. Elle traite le chômage résiduel par une politique active du travail qui encourage la formation et la mobilité de la main-d'œuvre. En échange, les syndicats sont encouragés à s'engager pour des revenus égalitaires plutôt que pour une augmentation des salaires. Les entreprises doivent donc s'aligner sur le traitement négocié nationalement entre patronat et syndicats.
Dans les années 1960, la Suède voit une croissance supérieure à 4% et un chômage inférieur à 3%, avec une réduction massive des différences de salaire et peu de conflits sociaux.
En 1970, il développe la Caisse d'entraide des employées pour la Confédération des syndicats suédois.

### Fonds salariaux collectifs
Dans les années 1970, les conflits sociaux se multiplient et l'inflation augmente, montrant les failles du système créé dans la décennie précédente.
Rudolf Meidner est le principal auteur du rapport sur les fonds salariaux, qui a pour objectif de répondre au problème des profits en excès par certaines entreprises particulièrement performantes : avec des salaires fixes, elles ne redistributent pas ces profits. Le problème est évoqué par la Confédération des syndicats suédois dès 1971, puis cette dernière confie l'animation d'un groupe d'expertise à Meidner. Il propose alors de convertir une fraction des profits en titres de propriété de l'entreprise, à confier à des fonds gérés par les représentants du personnel. Le projet consiste à socialiser graduellement le capital des entreprises à partir d'une certaine taille : plus le profit est élevé, plus la collectivisation est rapide, et une majorité du capital des entreprises pourrait être convertie en 30 à 40 ans.
Le rapport est adopté en 1976 par le congrès de la Confédération des syndicats suédois.
Il est mis en place partiellement entre 1982 et 1991 en Suède. Des fonds salariaux sont mis en place en 1984 mais n'ont finalement pas d'impact en termes de démocratie économique, vidés de la plupart de la substance du rapport Meidner et privés des autres réformes pouvant leur donner un poids véritable.
Le projet est abandonné. Cela est dû en partie à de fortes campagnes de communication contre la mesure par le patronat de presse, qui continue après l'annulation du programme.

## Postérité
Le projet des fonds salariaux collectifs revient au goût du jour dans certains milieux de gauche après la mort de Rudolf Meidner, entre autres avec un article dans Jacobin en 2017 et une note du think tank français Intérêt général, rédigée en partie par Hadrien Clouet.